# Nidblödning
Nidblödning eller Nidationsblödning är en kort mensliknande blödning som sker när embryot fäster till endometrium, d.v.s. när ägget fäster sig i livmodern. Alla får dock inte en nidblödning när detta händer. Blödningen brukar komma cirka 7-14 dagar efter ägglossningen och mängden blod kan variera. 